# 若狭新一
若狭 新一（、1960年〈昭和35年〉3月2日 - ）は日本映画の怪獣造形専門の彫刻家、特殊メイク師。モンスターズ代表取締役。東京都台東区浅草出身。

## 経歴
少年時代に『仮面ライダー』（1971年）に憧れ、登場する怪人の造形に興味を抱く。自宅近くの松屋デパートで仮面ライダーショーを行っていた大野剣友会の殺陣師高橋一俊に話しかけたところ、隣町に住んでいることがわかり、そのよしみから『仮面ライダーV3』（1973年）の撮影現場を見学させてもらうようになった。中学生時代には、仮面ライダーシリーズの造形を担当するエキスプロダクションの造形現場やウルトラシリーズを手掛ける円谷プロダクションの特撮現場なども見学するようになった。
高校時代には、高橋からの誘いで大野剣友会に研修生として入り、『仮面ライダーストロンガー』や『秘密戦隊ゴレンジャー』（ともに1975年）などのショーで戦闘員役を務めた。同会では、スーツの補修や武器の制作なども行うようになり、大野剣友会のオリジナル企画『UFO大戦争 戦え! レッドタイガー』（1978年）ではレッドタイガーのスーツ制作にも携わった。高校卒業後の進路を選ぶにあたり、身長が低くアクションでは主役になれないことや、『スター・ウォーズ』（1977年）や『未知との遭遇』（1977年）などの影響により特撮への興味が再燃したことなどから、造形の道へと進む。
1978年、前年から高校卒業後にアルバイトとして通っていたコスモプロダクションに入社し、『宇宙からのメッセージ』（1978年）や『恐竜戦隊コセイドン』（1978年）『仮面ライダー (スカイライダー)』（1979年）などに参加した。
1980年には20歳の誕生日に同僚の話に乗ってコスモプロを辞めて独立し、モンスターズを設立する。『Xボンバー』や『仮面ライダースーパー1』（ともに1980年）の制作で多忙であったコスモプロに替わり、『ウルトラマン80』の怪獣造形を担当する。編集者の安井尚志とつながりを持ち、雑誌企画の『アンドロメロス』（1983年）やイベントやCMのキャラクター造形などを手掛けた。
1985年より特殊メイクを中心に活躍し、オリジナルビデオ作品『餓鬼魂』を皮切りに日本映画界の特殊メイク界の草分け的存在となった。
1993年に原口智生の結婚式で、原口と同様に『ウルトラマン80』の職場仲間であった鈴木健二と再会し、彼の誘いで『ゴジラvsメカゴジラ』で怪獣造形に復帰する。その後、東宝特撮映画を中心に造形を手掛ける。
次第に制作会社ごとにバラバラにキャラクターを作る体制に不満を持ち、1998年の『モスラ3 キングギドラ来襲』は一度は断ろうとしたが、造形面のすべてをプロデュースすることを条件に引き受けた結果、映画業界で初となる「造型プロデューサー」に就任した。若狭の起用は特殊技術に昇格した鈴木健二からの要望であった。
1999年の『ゴジラ2000 ミレニアム』以降、『ゴジラ・モスラ・キングギドラ 大怪獣総攻撃』（2001年）を除くミレニアムシリーズでゴジラの造型を手掛けた。
ゴジラシリーズの終了後も、『ヤッターマン』（2009年）や『GANTZ』（2011年）などで特殊メイクを担当している。造形については、CMやイベントショーなどを中心としている。

## 人物
コスモプロダクションでは、石ノ森章太郎によるラフデザインに対して造型用のデザイン画を起こすことはなく、コスモプロ側の任意でキャラクター造形を行っていた。一方、モンスターズ時代に請け負った『ウルトラマン80』では、デザイン通りに造ることを求められ、以後数年は同様の手法をとっていたが、他人が描いたものをそのまま造ることに嫌気が差し、監督（特撮監督）を満足させられデザイン画を超える造形を志すようになった。このやり方は、東宝特撮で特撮監督を務めた川北紘一のやり方と特に相性が良かったとされ、最終デザインはデザイン画ではなくマケットに基づいているものが多い。
東宝プロデューサーの富山省吾は、若狭について映画の中で造形物がどう映るかを重視しており、自身が作ったものを撮影で破壊することに手加減がないなど、キャラクター以上に映画愛を持っていると評している。
『ゴジラ2000 ミレニアム』などで監督を務めた手塚昌明は、若狭は手塚からの要望に対して「できない」と言うことはなく、解決策を必ず出していたといい、特殊技術の鈴木健二も欲しい造形物を要望すると正式に発注しなくても出てきたと述べている。
ミレニアムシリーズでゴジラのスーツアクターを務めた喜多川務は、若狭について自身の要望はすべて応じて改良してくれたといい、F1のレーサーとメカニックマンのような関係であったと述べている。
コスモプロダクションの三上陸男は、若狭は人間関係を大事にしているところが長所だと述べており、律儀な男であると評している。

## 参加作品

### 映画
| 公開年月日     | 作品名                                 | 制作（配給） | 役職                                      | 担当キャラクター                |
| -------------- | -------------------------------------- | --- | ----------------------------------------- | ------------------------------- |
| 1988年5月14日  | 死霊の罠                               | ディレクターズ・カンパニー                                                                                           | 特殊メイク                                |                                 |
| 1988年12月10日 | 孔雀王                                 | - フジテレビジョン - ゴールデン・ハーベスト - 砂工房                                                                 | 特殊メイク                                |                                 |
| 1991年5月25日  | TARO! TOKYO魔界大戦                    | ニュー・センチュリー・プロデューサーズ                                                                               | 鬼創作                                    |                                 |
| 1991年6月1日   | 咬みつきたい                           | 東宝 キャストス MMI                                                                                                  | 特殊メイク 造形チーフ                     | コウモリ                        |
| 1991年         | 妖獣大戦                               | | 特別道具製作                              |                                 |
| 1993年12月11日 | ゴジラvsメカゴジラ                     | 東宝映画 （東宝） | 怪獣造形                                  | - メカゴジラ（監修） - ラドン   |
| 1994年7月9日   | ヤマトタケル                           | 東宝映画 （東宝） | 怪獣造形                                  |                                 |
| 1994年12月10日 | ゴジラvsスペースゴジラ                 | 東宝映画 （東宝） | 怪獣造形                                  | - スペースゴジラ - リトルゴジラ |
| 1995年12月9日  | ゴジラvsデストロイア                   | 東宝映画 （東宝） | 怪獣造形                                  | デストロイア                    |
| 1996年7月13日  | ガメラ2 レギオン襲来                   | 大映 日本テレビ 博報堂 富士通 日本出版販売 （東宝）                                                                  | 群体レギオン造形                          | 群体レギオン                    |
| 1996年12月14日 | モスラ                                 | 東宝映画 （東宝） | 怪獣造形                                  |                                 |
| 1997年2月1日   | THE DEFENDER                           | - イメージファクトリー・アイエム - テレビ東京 - サントリー - パル企画                                                | 特殊造形                                  |                                 |
| 1997年         | TOKYO BEAST                            | | クリーチャークリエイト                    |                                 |
| 1997年7月19日  | 学校の怪談3                            | - 東宝 - サンダンスカンパニー                                                                                        | スペシャルエフェクトメークアップ          |                                 |
| 1997年12月13日 | モスラ2 海底の大決戦                   | 東宝映画 （東宝） | 怪獣造形                                  | ダガーラ                        |
| 1997年12月20日 | 北京原人 Who are you?                  | 東映 テレビ朝日 バンダイ 東北新社                                                                                    | バイオマンモス造形                        | マンモス                        |
| 1998年12月12日 | モスラ3 キングギドラ来襲               | 東宝映画 （東宝） | 造形プロデュース                          | キングギドラ                    |
| 1999年12月11日 | ゴジラ2000 ミレニアム                  | 東宝映画 （東宝） | 造形プロデュース                          | ゴジラ                          |
| 2000年6月10日  | クロスファイア                         | - 東宝 - 東京放送 | 特殊メイク                                |                                 |
| 2000年12月16日 | ゴジラ×メガギラス G消滅作戦            | 東宝映画 （東宝） | 造形プロデュース                          | メガギラス（監修）              |
| 2001年7月20日  | ウルトラマンコスモス THE FIRST CONTACT | 円谷プロダクション                                                                                                   | 怪獣造形                                  |                                 |
| 2002年8月3日   | ウルトラマンコスモス2 THE BLUE PLANET  | 円谷プロダクション                                                                                                   | 怪獣造形                                  |                                 |
| 2002年12月14日 | ゴジラ×メカゴジラ                      | 東宝映画 （東宝） | 造形プロデュース                          | - ゴジラ - 3式機龍（監修）      |
| 2003年12月13日 | ゴジラ×モスラ×メカゴジラ 東京SOS       | 東宝映画 （東宝） | 造形プロデュース                          | - ゴジラ - モスラ               |
| 2004年12月4日  | ゴジラ FINAL WARS                      | 東宝映画 （東宝） | 造形プロデュース                          | ゴジラ（頭部造形）              |
| 2008年11月8日  | 秋深き                                 | （ビターズ・エンド）                                                                                                 | 特殊メイク                                |                                 |
| 2009年2月7日   | 旭山動物園物語 ペンギンが空をとぶ      | 角川映画 | チンパンジー造形                          |                                 |
| 2009年3月7日   | ヤッターマン                           | 日活 日本テレビ 読売テレビ 文化放送 タカラトミー 松竹 バップ ジェイ・ストーム ホリプロ オー・エル・エム タツノコプロ | 特殊メイク                                |                                 |
| 2009年9月26日  | 空気人形                               | | - マテリアルコーディネイト - 空気人形造形 |                                 |
| 2011年1月29日  | GANTZ                                  | 東宝映画 （東宝） | 特殊メイク                                |                                 |
| 2013年8月24日  | ガッチャマン                           | ジャンゴフィルム | 造形                                      |                                 |
| 2016年4月29日  | テラフォーマーズ                       | OLM | 奈々緒造形                                |                                 |

### テレビドラマ
- ウルトラマン80（1980年） - 怪獣造形[21][6][注釈 6]
- アンドロメロス（1983年） - キャラクター造形[21]
- オカルト勘平（1991年） - 特殊メイク[21]
- オカルト勘平2 UFOはクリスマスに落ちる（1991年） - 特殊メイク[21]
- 俺のベイビー！ 春風荘異聞（1992年） - 造形[21]
- インスマスを覆う影（1992年） - 特殊メイク[21]
- ウルトラマンティガ（1996年） - 怪獣造形[21]
- ウルトラマンダイナ（1997年） - 怪獣造形[21]
- ウルトラマンガイア（1998年） - 怪獣造形[21]
- ウルトラマンコスモス（2001年） - 怪獣造形[21]
- はだしのゲン（2007年） - 造形コーディネイト[21]
- 大魔神カノン（2010年） - 造形[21]

### オリジナルビデオ
- 餓鬼魂（1985年） - 特殊メイク[21][6]

### 舞台
- リトル・ショップ・オブ・ホラーズ（1984年） - オードリーII制作[21]

### CM
- ダイワマン（大和ハウス、2009年） - 造形[21]
- ダイワマンX（大和ハウス、2010年） - 造形[21]
- 三井住友海上（2010年、GKガメラ篇） - 造型（モンスターズと共同）[31]
- ダイワウーマン（大和ハウス、2011年） - 造形[21]
- 菌の親子（TOTOネオレスト、2015年 - 2017年） - 特殊衣装[21]

## 出演作品
- 仮面ライダーストロンガー（1975年）
- 秘密戦隊ゴレンジャー（1975年）[2]
- ザ・カゲスター（1976年）[2]
- 大鉄人17（1977年）[2]
- UFO大戦争 戦え! レッドタイガー（1978年）

## 著書
- 西川タイジ、中野昭慶、桜井景一、宮西武史、小川利弘 、若狭新一、藤下忠男、杉村克之、市村昭弘、諏訪操旺、松尾和之、小形英正、髙澤公明、北條則明『トーク・アバウト・シネマ—「特撮・CG・VFX」から語る映像表現と仕事論』発行：シネボーイ/PAPER PAPER　発売：フィルムアート社、2017年4月1日。ISBN 4845916347。